# Schädellose
Die Schädellosen (Cephalochordata (Gr.: „Kopfchordaten“), Syn.: Acrania (von Altgr. Ἀκράνια.: „Schädellose“)) sind ein Unterstamm der Chordatiere. Die Acranier waren fossil eine außerordentlich erfolgreiche Gruppe, heute sind diese Chordaten nur noch mit drei Gattungen der Lanzettfischchen (Amphioxiformes) vertreten.

## Merkmale

1 Hirnbläschen, 2 Chorda dorsalis, 3 Neuralrohr, Rückenmark, 4 Schwanzflosse, 5 After, 6 Verdauungskanal, Kiemendarm, 7 Blutsystem (Hinweisstrich auf Darmvene), 8 Atrioporus, 9 Peribranchialraum, 10 Kiemenspalte, 11 Kiemenbogen, 12 Mundhöhle, 13 Cirren, 14 Mundöffnung, 15 Gonaden (Eierstock/Hoden), 16 Lichtrezeptor, 17 Nerven, 18 Bauchfalte, 19 Leberblindsack

Die Tiere sind von schlanker fischartiger Gestalt und verjüngen sich beidseitig. Ein knöcherner Schädel, ein echtes Gehirn, eine Wirbelsäule und Extremitäten fehlen. An der Mundöffnung weisen sie Mundcirren auf, die die Mundöffnung schützen.
Schädellose weisen charakteristische Merkmale (Apomorphien) auf, die sie als Chordatiere ausweisen, unter anderen die Chorda dorsalis, ein dorsales Neuralrohr und einen muskulären postanalen Schwanz. Sie besitzen einen Blinddarm, der vermutlich homolog ist zur Leber der Wirbeltiere.

## Systematik
Die Schädellosen sind vermutlich die nächsten Verwandten der Wirbeltiere (Vertebrata), die auch als Schädeltiere (Craniota oder Craniata) bezeichnet werden (Notochordata-Urochordata-Hypothese). Eine andere Hypothese stellt jedoch die Schädellosen basaler und sieht die Manteltiere als die nächsten Verwandten der Wirbeltiere (Olfactores-Cephalochordata-Hypothese).

## Schädellose im Fossilbericht
Die Körper von Schädellosen sind aufgrund fehlender knorpeliger oder knöcherner Hartteile nur selten erhalten, daher ist ihre Entwicklungsgeschichte nur durch schlechte oder zweifelhafte Fossilfunde dokumentiert. Die vermutlich älteste bekannte Form ist Pikaia aus dem mittleren Kambrium vor etwa 530 Millionen Jahren aus dem für seine außergewöhnliche Weichteilerhaltung bekannten kanadischen Burgess-Schiefer.
Die fossil am besten bekannten Schädellosen sind die als Leitfossilien bedeutenden Conodonten mit mehr als 3000 beschriebenen Arten. Ihre genaue systematische Position ist jedoch nicht geklärt, viele Bearbeiter stellen sie zu den Wirbeltieren.

## Nachweise
Fußnoten direkt hinter einer Aussage belegen die einzelne Aussage, Fußnoten direkt hinter einem Satzzeichen den gesamten vorangehenden Satz. Fußnoten hinter einer Leerstelle beziehen sich auf den kompletten vorangegangenen Text.
1. 1 2 3  Thomas Günther Stach: Cephalochordata In: Michael Hutchins, Dennis A. Thoney, Neil Schlager (Hrsg.): Grzimek’s Animal Life Encyclopedia - Second Edition - Volume 1 - Lower Metazoans and Lesser Deuterostomes, 2003, S. 485–493, ISBN 0787653624
2. ↑  Walter C. Sweet, Philip Donoghue: Conodonts: Past, present, future, In: Journal of Paleontology, 2001, 75:6, S. 1174–1184, Online (Memento des Originals vom 24. September 2015 im Internet Archive)  Info: Der Archivlink wurde automatisch eingesetzt und noch nicht geprüft. Bitte prüfe Original- und Archivlink gemäß Anleitung und entferne dann diesen Hinweis.